# 응용미술관 (부다페스트)

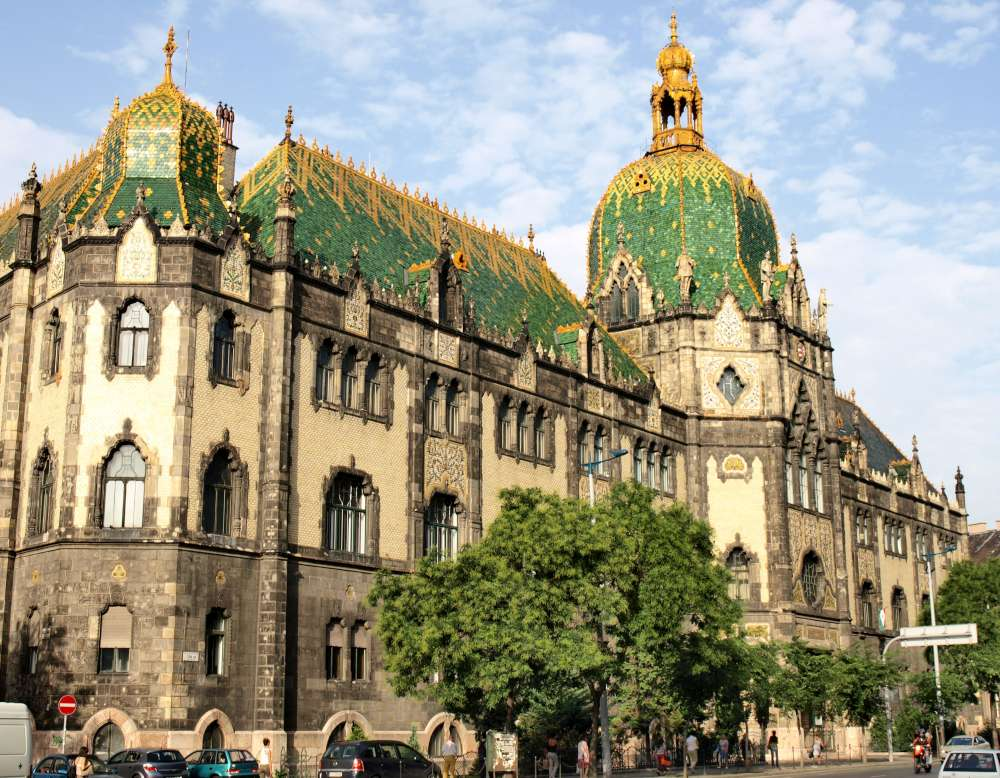
응용미술관

응용미술관(헝가리어: Iparművészeti Múzeum)은 헝가리 부다페스트에 있는 미술관이다.

## 개요
건물은 아르누보 양식으로 1893년부터 1896년에 걸쳐 레히네르 외덴 설계에 따라 만들어졌다. 이 건물은 레히네르의 건축 양식을 특징으로하며 잘 표현하고 있으며, 헝가리의 민족적 섬유 및 마욜리카를 포함하며 이슬람교와 힌두교의 모티브도 포함하는 것이다.
응용미술관은 유럽의 장식된 예술 작품을 모으고 있으며, 가구 및 금속 세공, 직물, 섬유, 유리 등을 주로 소장하고 있다.
또한 동양 예술 페렌츠 호프 미술관과 나지테테니 성 박물관의 두 분관을 가지고 있다.